# Giao Khẩu
Giao Khẩu (chữ Hán giản thể: 交口县, âm Hán Việt: Giao Khẩu huyện) là một huyện thuộc địa cấp thị Lữ Lương, tỉnh Sơn Tây, Cộng hòa Nhân dân Trung Hoa. Huyện Giao Khẩu có diện tích 1258 km², dân số năm 2002 là 110.000 người. Huyện Giao Khẩu có 4 trấn và 5 hương. 
- Trấn: Thành Quan, Khang Thành, Song Trì, Đào Hồng Pha.
- Hương: Thạch Khẩu, Xuyên Khẩu, Hồi Long, Ôn Tuyền, Đàn Tố.